# Rosy Abate
(Rosy Abate quando ferisce a morte Giovanni Spagnardi, Squadra antimafia 6)
Rosy Abate, all'anagrafe Rosalia Abate, nota anche con il soprannome di regina di Palermo, è un personaggio fittizio della serie televisiva Squadra antimafia, divenuto poi protagonista dello spin-off Rosy Abate - La serie. 
Rosy è una ragazza forte e determinata, nata in una famiglia di Palermo legata a Cosa nostra. Quando era ancora solo una bambina rischiò di morire nel corso di un attentato ai suoi genitori, ma la poliziotta Claudia Mares le salvò coraggiosamente la vita. Divenuta adulta, Rosy si trasferisce negli Stati Uniti e cerca di costruirsi una vita onesta, ma appena torna in Sicilia per celebrare il suo matrimonio con il fidanzato Salvo Rizzuto viene terribilmente ricatapultata nel mondo mafioso. L'assassinio del marito e dei fratelli Nardo, Vito e Carmine la renderanno una donna desiderosa di vendetta sfrenata e dal desiderio, sempre più crescente, di potere e dominio assoluto del territorio siciliano, a discapito del legame con la sua migliore amica Claudia Mares, divenuta capo della Duomo, la squadra antimafia di Palermo che arrestò il super boss di Cosa nostra Bernardo Provenzano.

## Biografia
Rosalia è una giovane donna che torna a Palermo per sposarsi dopo anni in America, e non se ne andrà più di lì, se non come latitante per otto mesi. Durante le quattro serie che la vedranno protagonista e snodo di molte vicende, matura una forza di volontà e una determinazione senza eguali insieme ad una astuzia e ferocia che la faranno molto temere dai suoi nemici criminali e dalla polizia, ma anche rispettare da molti delinquenti e nel mentre instaura un profondo rapporto amore-odio con Claudia Mares, la poliziotta che la salvò nell'attentato in cui morirono i suoi genitori. L'amicizia che lega le due piano piano scomparirà, lasciando spazio ad una guerra all'ultimo colpo, e Rosy comincerà a vedere Claudia non come la persona che l'ha salvata, ma come quella che le ha distrutto tutto ciò che aveva. Infatti, la Mares non salvò Vito e Carmine, i cari fratelli di Rosy, uccisi in uno scontro a fuoco con la polizia all'inizio della seconda stagione. Quando Rosy diventa il boss incontrastato della sua famiglia essendo l'ultima Abate rimasta, la regina di Palermo, venendo vista così solo come una leader mafiosa, la lotta fra lei e la Mares è senza esclusione di colpi. Nella terza serie Rosy ha un figlio, Leonardo, concepito inconsapevolmente con Ivan Di Meo, uomo di Claudia da lei ucciso perché infiltrato nella sua famiglia e che ha causato seppur indirettamente la morte del fratello Nardo, l'unico della famiglia che era rimasto a Rosy. Nella quarta serie, dopo la morte di Claudia Mares a causa di un attentato dinamitardo ordito dalla cugina Ilaria in realtà per l’Abate, Rosy si sente tremendamente in colpa per questa ulteriore perdita e giura solennemente di vendicare la sua migliore amica-nemica, riuscendo infine nel suo intento; avvicinati dal dolore e da una inaspettata passione irrefrenabile, Rosy inizia una clandestina storia d'amore con il vicequestore Domenico Calcaterra, compagno di Claudia. Ad un certo punto, l'Abate si ritrova a dover salvare Domenico, quando ha tutti contro. Ma questa volta è decisa a farsi vedere cambiata. Dopo la (finta) morte dell'amato figlioletto, il piccolo Leonardo, nella quinta stagione, Rosy, devastata al punto di rischiare di impazzire, entra in un terribile stato catatonico che più volte la avvicina al suicidio. Rinsavita per via di alcune droghe iniettatele da Filippo De Silva, decide di redimersi prendendo i voti. Ma nella settima stagione qualcosa di ignoto cambia i suoi piani; la "regina di Palermo" fugge dal convento, e dopo aver appreso la notizia del ricovero di Calcaterra in un ospedale psichiatrico, torna per liberarlo, scappando insieme in Sud America. Nell’ottava stagione, la Abate inscena misteriosamente la sua morte, affidando un suo tesoro milionario alla ormai nuova poliziotta della DUOMO Rosalia Bertinelli, nonché sua nipote, figlia illegittima del fratello Nardo, mentre di Calcaterra non viene fatta menzione. Quando tutti credono che Rosy Abate abbia perso la vita nell'esplosione di una pompa di benzina, in realtà si è rifatta una nuova vita in Liguria, al fianco di Francesco Ricci, ragazzo semplice e premuroso che la ama senza conoscere la sua vera identità. Il passato di Rosy è però troppo ingombrante per rimanere sepolto, e appreso che l'amatissimo figlio Leonardo in realtà non è stato assassinato, si rimette in gioco, sfidando tutto e tutti per riprenderselo. La sorte, però, gioca nuovamente brutti scherzi all'ex "regina di Palermo" che, dopo aver ritrovato il piccolo Leo, viene arrestata, rimanendo reclusa per ben 6 lunghi anni. Scontata la pena l'unico suo desiderio è quello di recuperare il tempo perduto come madre, ricostruendo con non poca fatica il rapporto con Leonardo, ora 17enne. Ma chi si ritrova davanti è un giovane inquieto, bramoso di ascendere nella criminalità organizzata, che guarda alla madre non più con gli occhi puri e ingenui di un bambino, ma con risentimento e sospetto. Dopo variopinte e accese dinamiche, Rosy e Leo si ritrovano a fidarsi l'uno dell'altra e a doversi proteggere e salvare a vicenda. Riusciti a far incarcerare il boss camorrista Antonio Costello, madre e figlio possono finalmente costruire una vita serena, consacrata dalla nascita del figlio di Nina e Leo, e dall'ingresso di quest'ultimo in polizia per seguire l'esempio e le orme del suo caro amico e mentore Luca Bonaccorso.

## Nella serieSquadra antimafia

### Prima stagione - Il rientro da New York e l'amicizia con Claudia Mares
Nel 1992 Claudia Mares assiste alla morte dei genitori della piccola Rosy.
L'esplosione di un'autobomba uccide i coniugi Abate mentre la loro figlioletta viene portata in salvo all'ultimo istante dalla giovane poliziotta.
Gli Abate sono una vecchia famiglia mafiosa di Palermo che continua ad essere bersaglio dei clan corleonesi; quest'ultimi costringono gli Abate a fuggire dalla Sicilia dove la famiglia di Rosy si trasferisce negli Stati Uniti insieme ai fratelli Nardo, Vito e il giovane Carmine.
Dopo 16 anni di esilio passati in America Rosy ormai divenuta adulta fa ritorno in Sicilia insieme al futuro marito Salvo, ma ella essendo completamente all'oscuro sul passato mafioso della sua famiglia, verrà subito gettata a capofitto nel terribile mondo di Cosa Nostra trovandosi in una posizione che non ha scelto volontariamente... L'assassinio del marito Salvo e la scoperta che il suo ritardo nel ciclo mestruale non è dovuto alla presenza di un feto nel suo grembo ma dal troppo stress, la fanno piombare in una tale disperazione da fidarsi solo dei suoi fratelli e di Giacomo Trapani, ma non più di Claudia, con cui torna ad essere amica solo nell'ultima puntata della stagione, aiutandola alla cattura di Trapani. È Rosy a vedere per prima il picciotto di Giacomo che spara a Ivan, urlando per avvertirlo del pericolo.

### Seconda stagione - Ascesa al potere in Cosa Nostra e la vendetta contro Di Meo
Un anno dopo la morte dei suoi fratelli Vito e Carmine, Rosy sempre con l'aiuto di Claudia Mares cerca di ricostruirsi la vita che le è stata distrutta.
La sua famiglia continua ad essere bersaglio dei clan rivali e delle imboscate della polizia, e Claudia nel tentativo di preservare la sua sicurezza la incita più volte a ritornare negli Stati Uniti, ma Rosy grazie alla sua forte determinazione è decisa a voler restare nella sua terra di origine e continua rimanerle a fianco ed eventualmente aiutarla nella caccia a suo fratello Nardo, ormai latitante.
Ma Rosy forse nasconde qualcosa di molto oscuro. Infatti viene rivelato che lei ormai è a tutti gli effetti a capo del suo clan ora mentre Nardo viene arrestato e portato in prigione: è una boss molto volitiva, intelligente e astuta che grazie al suo carisma e alle giuste alleanze sta prendendo sempre più potere ed autorità nel territorio di Palermo e anzi, intende espanderlo anche al di fuori. Durante la sua presa di potere, si innamora follemente di Ivan Di Meo, ma alla fine, dopo aver scoperto che era un infiltrato della polizia, tradendola (portando alla morte seppur indirettamente suo fratello Nardo, unico parente rimasto in vita di Rosy) e innamorato di Claudia Mares, furiosa, lo uccide per vendicarsi sparandogli anche se nel privato ne soffre molto e se ne pente subito, ma la donna in nome del suo orgoglio non lo ammetterà mai. Quando sta per essere arrestata da Claudia dopo un acceso scontro verbale con l'ex amica, viene salvata da un misterioso uomo, che in Colombia, a Bogotà, le dice di essere il vero proprietario dei soldi di Gaetano Lipari che lei aveva preso.

### Terza stagione - LaRegina di Palermoe la nascita del figlio
All'inizio della terza stagione, in Colombia Rosy è ormai la compagna di Vincent Truebla e dà alla luce un bambino, Leonardo, in memoria del fratello maggiore Nardo. Vincent parlando con il fratello Nelson e la sorella Blanca viene dissuaso dal portare avanti questa relazione e addirittura viene architettato un piano per uccidere Rosy anche considerando il fatto che Rosy è stata identificata nella villa dalla DEA. Rosy, ascoltando la conversazione tra i fratelli Truebla, anticipa le mosse ed è lei, aiutata dal giardiniere ad uccidere Vincent e a fuggire. In contemporanea la DEA, coordinata dall'agente Mickey Robson (apparso già nella 1º serie), in un'azione interforze a cui partecipa anche la DUOMO con i poliziotti Claudia Mares e Domenico Calcaterra, irrompe a villa Truebla ma Rosy nel frattempo è fuggita. Ritorna in Sicilia passando per l'Africa; giunta in terra natia viene aiutata da Don Ruggero Geraci, detto U' Puparo, vecchio amico della famiglia Abate. Grazie alla mediazione con Don Ruggero Rosy tesse un'alleanza con il camorrista Vito Portanova (della quale si innamora) che raggiunge Palermo anche con il fratello Mizio. Rosy intanto riaggancia i rapporti con Filippo De Silva, che nonostante sia recluso riesce ad avere occhi ed orecchi ovunque. Rosy dichiara guerra a Rosario Manzella, da qui la pax mafiosa si rompe e Claudia è sempre più convinta che dietro tutto ci sia Rosy. Rosy intanto decide di controllare il traffico dei rifiuti tossici, per questo fa falsificare un appalto in modo da poter sotterrare dei fusti tossici nelle aree destinate all'appalto. Rosy ha quasi la squadra al completo le manca solo De Silva, prepara quindi un'azione, portata a fine con successo, per farlo fuggire dal carcere. Vito Portanova inizia a sotterrare i fusti tossici, ma la Mares sulle loro tracce riesce a raggiungere quei terreni e Portanova la trova, sarà un ordine di Rosy a non far uccidere Claudia. In un attacco di Rosario Manzella a Rosy, perde la vita Imma Geraci, figlia di Don Ruggero, Rosy sfruttando anche il dolore per la perdita convince Don Ruggero a convocare la commissione, al fine poi di estromettere Rosario Manzella dai traffici: Rosy inizia così ad espandersi in territorio siciliano, non più solo palermitano. Purtroppo il piccolo Leonardo sta male e Rosy si vede costretta a portarlo in ospedale: qui scopre che il padre di Leonardo non è Vincent Truebla, bensì Ivan Di Meo. Nonostante la Duomo appostata fuori dall'ospedale Rosy riesce a fuggire. Nel frattempo arriva il giorno del processo a Rosy per l'omicidio di Ivan Di Meo, Rosy contro ogni previsione di Claudia si presenta al processo difesa dall'avvocato Monreale e qui si dichiara innocente e dichiara anche che Di Meo è il padre di suo figlio: il processo, anche in assenza di prove, termina così con la scarcerazione di Rosy. Rosy ora doveva però affrontare i colombiani di Blanca Truebla, intenzionata nel voler vendicare il fratello. È Vito Portanova a salvare da un agguato; tra i due il legame si fa sempre più forte e diventano amanti. Rosy intanto decide di incontrare Giorgio Antonucci, la talpa, che però si rifiuta di lavorare per lei ed inizia a ricattarla con il video della sua colpevolezza nell'assassinio di Ivan Di Meo: Claudia Mares sentita la conversazione obbliga Antonucci a darle il video, il giudice spiccherà così un mandato di cattura contro Rosy. La Duomo quindi si sta recando per prelevare Rosy, che per pochi minuti riesce a fuggire tramite i condotti sotterranei. Ritenendo però la situazione insostenibile per il piccolo Leonardo, decide di mandarlo con don Sergio in una casa famiglia. Sotto copertura intanto Claudia Mares, collabora con i colombiani e convince Rosario Manzella a proporre un finto affare a Rosy in modo da adescarla, Manzella però non sa che nel frattempo Rosy ha convocato la commissione comunicando la sua volontà, accettata dalla commissione, di voler uccidere Rosario Manzella. Rosy propone un “incontro accompagnato” a cui lei però non partecipa, in quanto lei si reca al nascondiglio di Rosario Manzella per eliminare tutti, in particolare Rosario Manzella muore ucciso da Don Ruggero per vendicare la figlia Imma. Nel frattempo Filippo De Silva si rivolta contro Rosy e Don Ruggero per tutelarla le consegna la "Lista Greco", lista contenente nomi impensabili e scottanti implicati in giri malavitosi; il colloqui tra i due viene ascoltato da una cimice piazzata da De Silva in casa di Rosy. Sono intanto sulle tracce del piccolo Leonardo i colombiani, e quindi anche Claudia Mares i quali però non lo trovano nella casa famiglia in quanto il piccolo era fuori per accertamenti medici. È la Duomo ad avvistare Rosy con il piccolo e Portanova, sentendosi inseguiti Rosy e il bambino fuggono mentre Vito Portanova va incontro ai poliziotti che gli sparano. Rosy raggiunge gli altri dove si sarebbe dovuto fare il carico di scorie nucleari e qui incontra Mizio, che appresa la notizia della morte del fratello la spara in una gamba,  poi la Duomo spara a Mizio e a chiama un'ambulanza per Rosy. Nell'ambulanza però Filippo De Silva e il suo complice Russo si travestono e rapiscono Rosy da cui vogliono la lista. Rosy viene curata da un dottore mandato da De Silva, cerca una prima fuga ma non le riesce, riesce a scappare la seconda volta e va da Cifalà, avvocato di famiglia, ormai radiato dall'albo, che comunica alla Duomo che Rosy vuole collaborare. Rosy infatti incontra Claudia le consegna un nome dalla lista in cambio di vedere il piccolo Leonardo, dopodiché la Duomo accerchia Rosy che minaccia di far esplodere tutto se non la lasciano andare, la Duomo si vede quindi costretta a lasciarla andare. Nel frattempo è arrivata a Palermo Blanca Truebla che assolda Ivo Principe, il Catanese, per uccidere Rosy. Il killer va da Cifalà e sotto ricatto riesce a farsi dire il nascondiglio di Rosy, ma gli spara ugualmente; in fin di vita riesce a comunicare alla Duomo il luogo dove si nasconde Rosy. Rosy propone uno scambio al Catanese, la lista in cambio della sua vita, questi accetta. Arriva la DUOMO e inizia una sparatoria, rimaste sole in un capannone Rosy propone a Claudia di collaborare, fingendosi quest'ultima un ostaggio, per trovare il piccolo Leonardo, rapito nel frattempo da Filippo De Silva. Rosy viene quindi aiutata da Claudia nell'intento di ritrovare la lista da consegnare a De Silva in cambio di suo figlio, inizia quindi una corsa verso Roma per rientrare in possesso della lista finita nelle mani di Blanca Truebla dopo che il Catanese è stato ucciso da Mares. Rosy e Claudia riescono ad entrare nella camera d'albergo in cui alloggia la Truebla e a trovare la lista, Rosy all'ultimo però si fa consegnare la lista e fugge da sola e dà appuntamento a Filippo De Silva per lo scambio con suo figlio. I due fanno lo scambio come concordato solo che quando Rosy si sta avvicinando all'auto per vedere suo figlio De Silva fa esplodere l'auto, fortunatamente Claudia aveva seguito Rosy e messo in salvo Leonardo. Rosy viene arrestata ma poi dice a Claudia di volere diventare collaboratrice di giustizia e che per tenere al sicuro il bambino, vuole affidare a lei il piccolo Leonardo.

### Quarta stagione - Collaboratrice di giustizia e la passione con Calcaterra
Rosy Abate è un'anima in pena che esce momentaneamente dal carcere per aiutare la nemica/amica Claudia Mares a riconoscere un anziano boss mafioso in rientro a Palermo su un treno regionale. Il figlio della mafiosa, Leonardo, necessita di una difficile operazione di trapianto del midollo spinale, e per questa ragione la Abate esce di prigione e viene portata all'ospedale per subire l'operazione. Durante la convalescenza, un commando assale l'ospedale e rapisce Rosy trasportandola in una località segreta. Rosy apprende di essere stata rapita dai fratelli Dante ed Armando Mezzanotte, due mafiosi emergenti a Palermo che stanno facendo piazza pulita verso gli antichi boss. I due vogliono impossessarsi di una parte della "Lista Greco" che Rosy Abate ha conservato e tenuto nascosto alla giustizia. La donna non cede e riesce a fuggire venendo poi arrestata dalla polizia. In cella conosce l'ambigua Ilaria La Viola, ex escort molto interessata all'Abate e alla sua storia. Quando De Silva minaccia l'incolumità di Leo, Rosy accetta di diventare collaboratrice di giustizia e grazie alle sue testimonianze hanno inizio una serie di arresti eccellenti in ambito politico-mafioso. Nemmeno un bunker sorvegliato riesce a proteggerla, durante la fuga dai Mezzanotte, Rosy chiede un ultimo aiuto a Claudia il suo aiuto per recuperare la parte della Lista nascosta. Le due donne arrivano all'aeroporto, dove però al posto della lista trovano una bomba lasciata da Ilaria La Viola. La Mares lascia che la bomba uccida lei e il figlio che aspetta da Domenico Calcaterra per salvare la vita a Rosy. Quest'ultima, furiosa e piena di sensi di colpa, giura solennemente vendetta per la sua amica/nemica. In fuga da tutto e tutti si rifugia da Calcaterra con cui cerca di comprendere chi ha ucciso Claudia, dove i due sono colti da una nuova aggressione e vivi per miracolo decidono di nascondersi nel garage di Palladino. Qui Rosy aiuta Calcaterra e la Duomo a comprendere cosa c'entra Ilaria La Viola con la lista e i Mezzanotte. La mafiosa e il vicequestore dopo una tremenda lite a colpi di sberle, si lasciano andare ad una fugace passione e passano insieme la notte. Nonostante l'imbarazzo per quanto accaduto, continuano a collaborare e scoprono con sgomento che Ilaria La Viola è in realtà la cugina di Rosy ed è decisa a scalare la gerarchia della cupola mafiosa insieme ai Mezzanotte e a De Silva. La passione tra Rosy e Domenico continua e quasi si trasforma in una specie di amore. Quando lui viene rinchiuso in una galleria dove viene inalato un mortale gas tossico, Rosy, disperata e impaurita, fa di tutto per salvarlo. Collabora con la Duomo obbligando poi la cugina ad aiutarla. Sebbene abbia collaborato con la polizia, Rosy prende con sé i dieci milioni di un affare fra i Mezzanotte e i talebani e dopo avere ammazzato sua cugina e avere finalmente vendicato la sua amica-nemica Claudia, fugge alla volta dell'estero con i soldi dichiarando a Calcaterra il suo sentimento e dicendogli infine che dovrà prendersi cura del suo bambino in sua assenza e che tornerà a riprendersi il suo adorato figlio Leonardo.

### Quinta stagione - La latitanza e la perdita del figlio Leonardo
A sei mesi dal miracoloso salvataggio di Calcaterra, Rosy torna a Palermo e decide di rapire suo figlio Leonardo, che sta per essere adottato da una famiglia di Agrigento. Fuggita a Fiumicino è pronta a partire per il Sud America e ricominciare una nuova vita, ma il bambino viene misteriosamente rapito. Cosciente di essere stata tradita, contatta disperata Calcaterra chiedendogli di aiutarla a ritrovare Leo. Dopo settimane di latitanza, tra scontri a fuoco con la Duomo e minacce da parte del pericoloso boss Achille Ferro, insieme a Dante Mezzanotte, evaso dal carcere ed innamorato pazzamente di lei, cercherà un compromesso con i rapitori del bambino. L'incontro sarà però capovolto dall'intervento di Achille Ferro che uccide Leo e fugge con una donna misteriosa, ovvero Veronica Colombo. Dopo l'uccisione del figlio, Rosy è profondamente sconvolta, talmente tanto che in preda alla follia dovuta alla disperazione, durante uno scatto isterico, spara all'impazzata su una spiaggia catanese. Domenico la trova, la salva e l'arresta. La donna viene trasferita nell'ospedale psichiatrico del carcere dove, dopo essere caduta in un sofferto stato di nevrastenia e non sopportando il troppo dolore per la perdita del figlio, medita più volte di togliersi la vita, ma viene soccorsa e salvata in extremis. Qui riceve visite da Calcaterra e da Mezzanotte, i quali le giurano in modi diversi di trovare per lei l'assassino del piccolo Leo. Ma è Mezzanotte a liberarla dopo che lei ha scoperto che Veronica Colombo è complice di Ferro nell'omicidio di suo figlio. Dante purtroppo muore, non prima di confessare a Rosy il suo amore per la donna mentre lei piange per l'ulteriore perdita. Raggiunta la Colombo, Rosy bramosa di vendetta e mentalmente instabile, la obbliga a portarla nel luogo di sepoltura del bambino e qui la Abate perde la ragione avendo visioni sull'adorato Leo e fra le braccia di Calcaterra, accorso per aiutarla, comprende che la sua vita non ha più senso. Rosy, con l'anima a pezzi e sull'orlo della pazzia, ritorna in clinica.

### Sesta stagione - La redenzione
A sei mesi dal ritrovamento del cadavere del piccolo Leonardino, Rosy Abate soggiorna in una clinica psichiatrica in uno stato catatonico drammatico; la donna infatti, a seguito del profondo trauma legato alla scomparsa del figlio Leo, ha rimosso tutto ciò che è stato della sua vita da mafiosa e da collaboratrice di giustizia. Nonostante ormai la sua vita sembri non importare più a nessuno, il suo vecchio rivale-nemico-amico Filippo De Silva dapprima cerca di sottoporla ad un elettroshock per ottenere da lei alcune informazioni e successivamente la rapisce. La ragazza in un drammatico e sofferto percorso ricorda che il figlioletto è stato assassinato e apprende di avere fatto tanto male in passato. Provata dai ricordi che riemergono nella sua mente, l'Abate prima cerca di suicidarsi in mare venendo però salvata da De Silva. Fallito il tentativo, ormai priva di motivi per cui vivere e non sopportando il peso di tutti gli errori e dei mali compiuti, Rosy (sulla tomba di Leonardo) rivela le informazioni a De Silva e poi in lacrime gli chiede di ucciderla. Ma De Silva, probabilmente impietosito nel vedere le tragiche condizioni di Rosy, incredibilmente non la uccide. Il ritorno della memoria provoca in lei rimorsi e rabbia: in quanto si sente responsabile della morte del figlio. Calcaterra non intende farla rientrare in carcere e decide di usarla contro De Silva per farla entrare in un programma di protezione. Aiutata nuovamente l'antimafia, con una finta fuga porta la Duomo al covo del boss Don Carmine Spinone. Successivamente viene così trasferita in un bunker, da cui decide di recarsi in un monastero a pregare e a scontare tutte le colpe della sua vita. Calcaterra da sempre innamorato di lei, dopo un lungo discorso assai commovente, fa sì che tra i due scatti nuovamente la passione, mai spenta. Dopo una notte d'intenso amore, Rosy si trasferisce a Zafferana Etnea in un convento. Qui alcune settimane dopo, rinverrà un Calcaterra gravemente ferito. Dopo averlo curato rischierà di essere violentata da un uomo dei Ragno per aiutare Domenico a scovare Crisalide. Rosy decide così di liberarsi del molestatore e con un calcio riesce ad ucciderlo. La ragazza rientrata in Convento è ancora un bersaglio per Crisalide, che decide di eliminarla. Durante il tentativo di omicidio, Rosy riesce a ferire gravemente Spagnardi e ad ammazzare la donna che aveva il compito di ucciderla. Dopo un commovente discorso con il fantasma dell'amica/nemica Claudia Mares, decide di prendere i voti e diventare quindi una suora per voltare definitivamente le spalle al suo sanguinoso passato. La serie si chiude con l'Abate che diventa suora e con il rapimento di Calcaterra, che invano cerca di bloccarla perché follemente innamorato di lei.

### Settima stagione - La scomparsa di Suor Rosalia
Rosy Abate è diventata suora a tutti gli effetti ma è ancora oggetto degli interessi della squadra Duomo perché Calcaterra è scomparso la notte in cui lei ha preso i voti. La donna incontra il nuovo vice questore dell'Antimafia Davide Tempofosco, a cui fa sapere di non sapere dov'è finito Domenico. La suora apprende con rammarico che il suo ex amante è in ospedale a combattere fra la vita e la morte. Non potendo uscire dal convento per ordine della Madre Superiora Rosy implora Dio di salvare Calcaterra. Quando apprende che il vicequestore si è salvato, sfugge ai controlli delle suore e in borghese si reca in ospedale per vedere, attraverso la finestra della stanza, l'uomo che ha amato in passato e che in cuor suo non ha dimenticato. La Duomo torna ad occuparsi di lei alcune settimane dopo, quando le suore denunciano Rosy per aver lasciato il convento senza lasciare notizie o dare spiegazioni. Dopo qualche mese Rosy raggiunge l'ospedale psichiatrico nel quale Calcaterra è stato rinchiuso, lo libera e fugge con lui in Sud America.

### Ottava stagione - Le indagini sulla sua presunta morte e sul suo tesoro milionario
La Duomo rinviene un cadavere carbonizzato ad una pompa di benzina a Catania. L'indagine sull'attentato mafioso viene affidata ad una nuova poliziotta, Rosalia Bertinelli. Il medico legale conferma che il cadavere appartiene a Rosy Abate, le cui ultime notizie risalgono a circa sei mesi prima, quando l'Abate aveva fatto perdere le sue tracce in Sud America con Calcaterra. La Bertinelli scopre che il killer dell'ex mafiosa è Remo Bonanno, un affiliato dell'ormai estinto clan Mezzanotte e mettendosi sulle sue tracce scopre che quest'ultimo vuole mettere le mani su un tesoro milionario che Rosy nascondeva in Svizzera e che ora sembra essere scomparso nel nulla. Rosalia, aiutata da Vito Sciuto, salva da morte certa il giardiniere di Rosy che le consegna le chiavi di un deposito nel quale l'Abate ha fatto trasferire tutti i suoi effetti personali che si trovavano nella sua villa di Palermo. La poliziotta rinviene una foto che ritrae Nardo, il fratello maggiore di Rosy, e la madre Assunta, ergastolana accusata di reati mafiosi. Rosalia apprende così una verità sconvolgente: lei non è altro che la figlia di Nardo Abate, dunque nipote di Rosy Abate. La madre inoltre le riferisce che Rosy ha delegato un notaio l'affido di qualcosa per lei: un tesoro di 200 milioni di €.
(La Regina di Palermo, ultimo episodio.)

## Nella serieRosy Abate - La serie

### Prima stagione - Il ritrovamento di Leonardo
Rosy è una donna nuova. Vive in maniera onesta in una cittadina ligure, dove lavora come cassiera in un supermercato con il nome di Claudia Lodato ed è prossima al matrimonio con Francesco Ricci. Ma il suo passato da criminale è troppo ingombrante e spinoso e ogni cosa sembra determinata a non lasciare in pace Rosy. Tutto per la donna ricomincia quando viene avvicinata dai fratelli Sciarra, due pericolosi mafiosi siciliani, e tramite loro scopre che suo figlio non è morto ma è stato rapito anni prima. Rosy allora si mette alla ricerca di Leonardo nel disperato tentativo di trovarlo. La sua strada si incrocia con la famiglia Mainetti (Roberto e Regina, i nuovi genitori di Leo), il boss Santagata (padre di Regina e padre naturale di Rosy) e il poliziotto Luca Bonaccorso, migliore del compagno defunto di Rosy. Dopo essere stata la sua tata a Roma, Rosy farà di tutto per riprendersi Leo, allontanarlo dalla famiglia adottiva e tornare con lui in Sicilia ma le loro strade si separeranno di nuovo quando verrà arrestata.

### Seconda stagione - Il nuovo rapporto con Leonardo
Sono trascorsi sei anni e Rosy ha scontato la pena: adesso può riabbracciare Leonardo, ma chi si trova davanti, però, non è più il piccolo Leonardino di un tempo, ma un ragazzo di 17 anni inquieto, ribelle, tormentato e desideroso di ascendere nella malavita. Sullo sfondo di una Napoli mai raccontata, Rosy impiega ogni mezzo e ogni sua forza per salvare suo figlio da un letale destino criminale che potrebbe costargli la vita poiché non vuole che commetta gli stessi errori che ha fatto lei, sperando infine di ricostruire insieme la loro vita. Gli ostacoli, però, sono molteplici e più insidiosi che mai, condensati tutti sotto un unico nome: Antonio Costello, boss di una camorra invisibile e aristocratica, padre di Nina, di cui il nuovo Leonardo è innamorato, ricambiato, e che vede nel ragazzo un suo promettente giovane delfino. Rosy può ancora contare sull’aiuto di Luca Bonaccorso, di lei innamorato e riamato a sua volta, nonostante alcuni alti e bassi. Particolare e mutevole è poi il rapporto con Regina: dapprima di feroce scontro, alimentato dalla sete di vendetta della Santagata, poi svicola inaspettatamente su binari di compromesso portando le due sorelle ad allearsi per salvare Leonardo, ad ogni costo legate dal profondo amore per il ragazzo.

## Omicidi commessi
Principali omicidi compiuti da Rosy durante la serie.
- Aneta, domestica nella masseria in cui Rosy si nasconde. Rosy non la uccide ma la "condanna a morte" poiché, saputo che i Manzella le hanno piazzato una bomba sotto l'auto, fa andare Aneta (con i suoi stessi abiti e il suo stesso ciondolino) sulla macchina, facendola morire nell'esplosione e inscenando la sua morte.
- Ivan Di Meo, vicequestore sotto copertura e compagno di Claudia Mares. Rosy si innamora di lui e lui le fa credere di ricambiare i suoi sentimenti. Quando la Abate scopre il doppiogioco, lo rapisce e lo uccide sotto gli occhi impotenti di Claudia.
- Vincent Truebla, boss narcotrafficante colombiano che si innamora di Rosy; lei decide di accettare la sua proposta di matrimonio credendo che il figlio che aspetta sia suo, ma scoprirà solo a metà della terza stagione che invece è figlio di Ivan. Con la scusa di passare qualche ora di passione Rosy si chiude in camera da letto con Vincent, lo blocca e poi fa entrare il giardiniere Antonio Garigni, che lo strangola.
- Antonio Garigni, giardiniere dei Truebla, ucciso per evitare di essere uccisa dall'uomo che dopo averla aiutata voleva tutti i soldi.
- Complice di De Silva, ucciso mentre cercava di scappare dal luogo in cui De Silva la teneva prigioniera
- Bolzani, tenutario di un bordello, ucciso dopo avere scoperto che la voleva consegnare ai Mezzanotte.
- Ilaria Abate, cugina di Rosy e moglie di Dante Mezzanotte, uccisa per vendicare la morte di Claudia Mares e il rapimento di Calcaterra.
- Cartuzza, braccio destro di Achille Ferro, ucciso sulla nave dov'era rinchiuso suo figlio.
- Strano, aiutante dei rapitori di Leonardo che viene ucciso a colpi di pistola.
- Domenico Schiavone, corrotto giornalista che lavora per Veronica Colombo, ucciso per vendicarsi del tradimento dell'uomo che voleva fuggire con i soldi che servivano per la liberazione del figlio dell'Abate.
- Ninuzzo, uomo di Rachele Ragno, ucciso con un calcio per evitare che la molestasse.
- Sicario donna di Crisalide, dopo che questa aveva cercato di ucciderla insieme a Spagnardi. Rosy uccide la donna e ferisce gravemente quest'ultimo.
- Mirko Sciarra, gli spara perché aveva tentato di uccidere Leonardo, e per vendicare Francesco, suo ex compagno.
- Roberto Mainetti, tenta di ucciderla su ordine della moglie Regina, ma lei lo pugnala, gli spara e poi dà fuoco al corpo.
- Mazza, spacciatore di Leonardo. Rosy lo uccide per difendersi e salvare Leo, chiuso nel suo postribolo in preda ad una crisi di astinenza.
- Guardia del corpo di Nina Costello, uccisa da Rosy per rapire la ragazza e ricattare Antonio Costello.
- e molti altri... anche come mandante.